# Margaret Landis
Margaret landis (née le 31 août 1890 à Nashville et morte le 8 avril 1981 à Alameda) est une actrice américaine du cinéma muet. Elle est la sœur du réalisateur et acteur Cullen Landis.

## Biographie

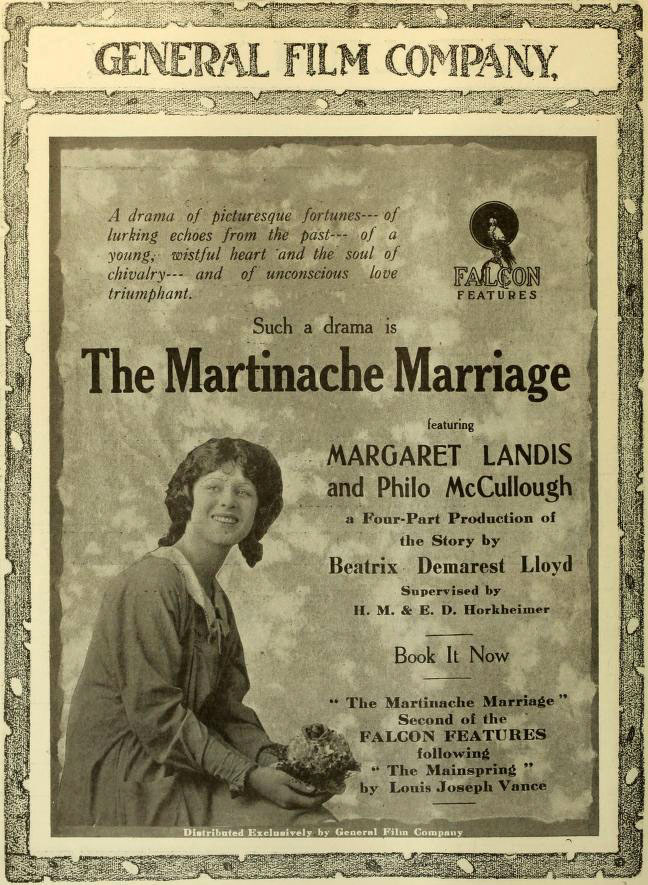
The Martinache Marriage (1917)

Elle commença sa carrière en 1915 avec Who Pays, produit par Balboa Films, l'une des plus grandes sociétés de production de l'époque.
Sheer Luck (en), son dernier film, date de 1931 et est aujourd'hui présumé perdu.

## Filmographie partielle
- 1915 : Who Pays
- 1918 : À chacun sa vie (Amarilly of Clothes-Line Alley), de Marshall Neilan : Colette King
- 1918 : Un charmeur (Mr. Fix-It), d'Allan Dwan : Olive Van Tassell
- 1920 : Le Séducteur (Harriet and the Piper) de Bertram Bracken
- 1921 : L'Enfant du passé (Sowing the Wind) de John M. Stahl
- 1922 : The Ladder Jinx, de Jess Robbins : Helen Wilbur
- 1923 : Alice Adams de Rowland V. Lee
- 1928 : Chiffonnette (The Latest from Paris), de Sam Wood : Louise Martin
- 1931 : Sheer Luck (en) de Bruce M. Mitchell